# Autostrada A6 (Polen)
Die polnische Autostrada A6 ist ein modernisierter, mautfreier Autobahnabschnitt, der Stettin von Westen nach Osten umgeht. Die A6 hat eine Gesamtlänge von zirka 30 Kilometern und dient als Fortsetzung der deutschen Autobahn 11 aus Richtung Berlin. Im Jahr 2020 wurde die seit 1996 andauernde Modernisierung der ehemaligen Reichsautobahn abgeschlossen, die sich verzögerte, nachdem mehrere Bauverträge aufgrund von finanziellen Schwierigkeiten des Bauunternehmens seitens der GDDKiA gekündigt wurden.

## Geschichte
Die Autobahn wurde bereits im „Dritten Reich“ bis über ihr heutiges Ende bei Lenz (Ausfahrt Stargard/Massow) gebaut, wobei die letzten Kilometer nur einbahnig waren. Ursprünglich war eine Verlängerung bis nach Elbing und damit ein Anschluss an die dort beginnende Autobahn nach Königsberg (Preußen) vorgesehen. Dies war zunächst ein schwieriges Unterfangen, weil Ostpreußen durch die Trennung nach dem Versailler Vertrag vom Rest des Staates abgetrennt wurde und somit eine Exklave war. Die polnische Regierung lehnte den Bau einer Autobahn durch ihr Territorium ab. Nach der Eroberung Polens im Zweiten Weltkrieg wurde die Strecke bis Rummelsburg und in zwei kurzen Abschnitten im vormaligen Korridor und südlich von Danzig in Bau genommen, doch wurden alle Arbeiten kriegsbedingt 1942 eingestellt.
Im Netzplan für die polnischen Autobahnen und Schnellstraßen von 1945 ist eine Weiterführung der Strecke in den Raum Danzig vorgesehen. Diese Verbindung wird nun als S6 verwirklicht.

## Bau und Planungen

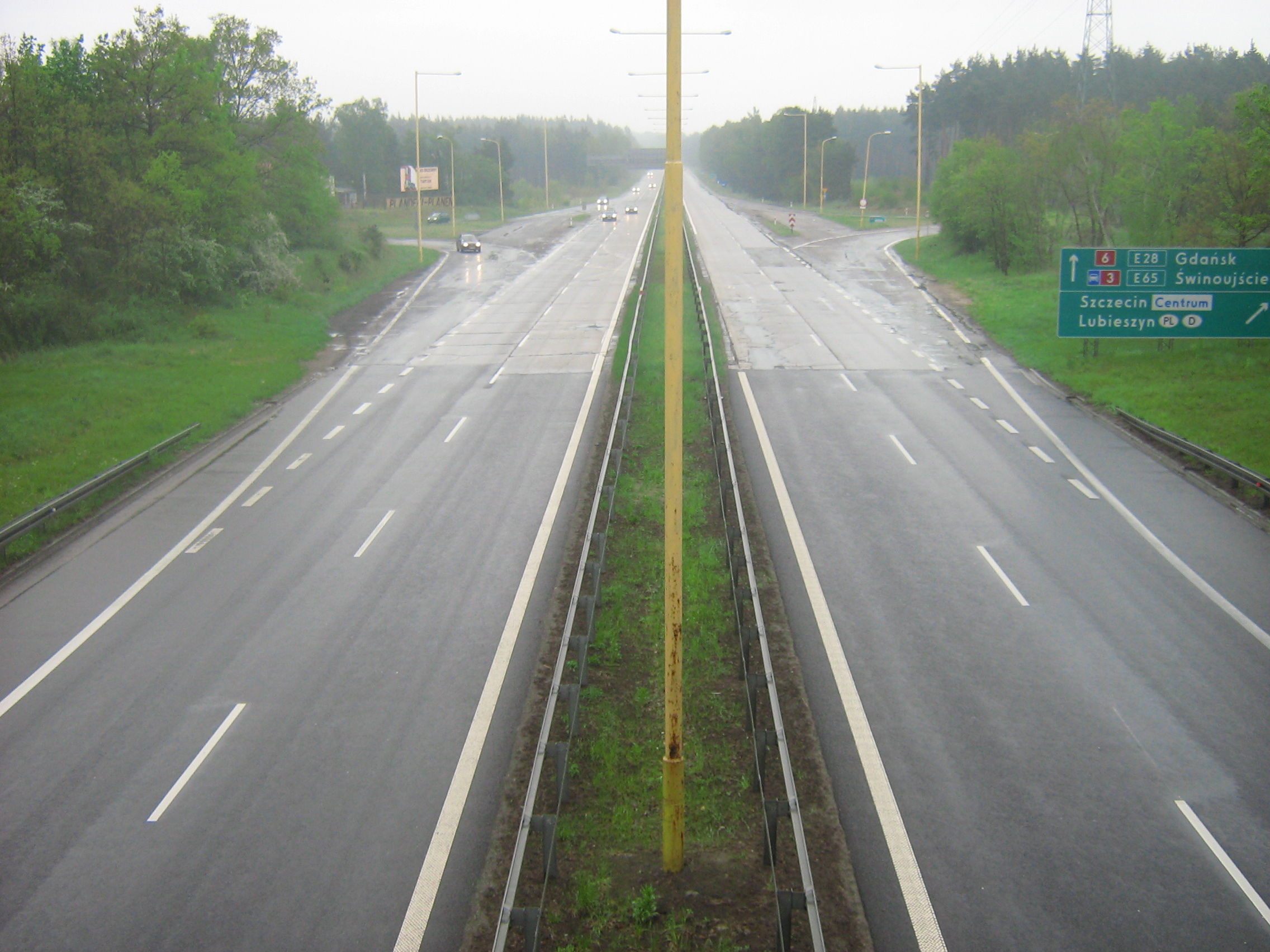
Der Abschnitt der A6 zwischen den Knoten Kijewo und Rzęśnica vor der Modernisierung

Seit 1996 wurde die Autobahn in mehreren Etappen modernisiert. Das war notwendig, da einige Abschnitte noch aus den 1930er Jahren stammten. Der erste Abschnitt zwischen Kołbaskowo (deutsch: Kolbitzow) und Klucz (deutsch: Klütz) wurde von 1996 bis 2001 erneuert und ausgebaut. Dafür mussten die Brückenbauwerke über die West- und Ost-Oder neu errichtet werden. Der Ausbau des ersten Autobahnabschnittes wurde durch das PHARE-Programm finanziert. Außerdem entstand in diesem Abschnitt durch den Neubau der Schnellstraße S3 im Jahr 2010 der neue Autobahnknoten Szczecin-Klucz.
Die GDDKiA plante, den Abschnitt zwischen den Knoten Kijewo (Rosengarten) und Rzęśnica (Hornskrug) zur Autobahn aufzustufen. Um dies zu erreichen, sind weitere Modernisierungsarbeiten nötig. Diese wurden in mehrere Etappen aufgeteilt.
Zunächst wurde die Modernisierung der Fahrbahndecke und der Beleuchtung auf einem 2,8 km langen Abschnitt, der etwa einen Kilometer östlich des bestehenden Autobahnknotens Szczecin-Kijewo beginnt und etwa 500 Meter östlich der neu geplanten Anschlussstelle Szczecin-Dąbie endet, realisiert. Die Arbeiten begannen am 12. September 2011 mit der Unterzeichnung des Vertrages mit der Baufirma Budimex und endeten mit der Verkehrsübergabe am 21. Dezember 2012. Die Baukosten beliefen sich auf 15 Mio. Złoty.
Die nächste Etappe umfasste den Bau eines neuen Autobahnknotens Szczecin-Dąbie. Die Ausschreibung wurde im Februar 2012 gestartet. Nach mehreren Protesten von verschiedenen Baufirmen erfolgte die Vertragsunterzeichnung zwischen der GDDKiA und Eurovia Polska am 2. Juli 2013. Das Ende der Bauarbeiten war für Juli 2014 angestrebt, die Eröffnung erfolgte bereits am 17. Juni 2014. Die Baukosten betrugen 16 Millionen Złoty.
Zu den nächsten Etappen zählte der Umbau eines zirka einen Kilometer langen Autobahnabschnittes, der einen Kilometer östlich des Knotens Kijewo beginnt und bei diesem endet, sowie des Knotens Kijewo selbst. Zusätzlich ist der Umbau des  Autobahnknotens Rzęśnica zum höhenfreien Knoten und der Neubau einer Grünbrücke westlich des Knotens Rzęśnica geplant. Zuletzt soll der restliche, 3,5 km lange Abschnitt, der etwa 500 Meter östlich des Knotens Szczecin Dąbie beginnt und am Knoten Rzęśnica endet, modernisiert werden. Die Realisierung all dieser Etappen war bis Ende 2019 geplant, jedoch konnte der Auftragnehmer Energopol Szczecin SA aufgrund eines Insolvenzverfahrens die Aufträge nicht realisieren. Die Bauverträge wurden am 14. Oktober 2019 seitens der GDDKiA gekündigt. Nach anschließenden Neuausschreibungen konnte der Abschnitt Dąbie-Rzęśnica am 10. Juni 2020 für den Verkehr freigegeben werden, sodass dieses Teilstück nun als Autobahn beschildert ist. Der Umbau des Knotens Szczecin-Kijewo war am 23. Juni 2022 abgeschlossen.
Zusätzlich sollte ursprünglich der Abschnitt der S3 und S6 zwischen den Knoten Rzęśnica und Goleniów Północ (deutsch: Gollnow) ebenfalls zur Autobahn ausgebaut werden. Damit wäre der gesamte Abschnitt, beginnend an der deutschen Grenze, zum Autobahnknoten Goleniów-Północ, wo die A6 sich zur S3 und zur S6 aufteilen sollte, als Autobahn befahrbar. Dies wurde mittlerweile aufgrund von Finanzierungsschwierigkeiten aufgegeben. Dieser Abschnitt wird als Schnellstraße beschildert bleiben.

## Fertiggestellte Abschnitte (Ausbau)
| Abschnitt                        | Länge     | Bauzeit   | Baukosten                          | vollständige Verkehrsübergabe |
| -------------------------------- | --------- | --------- | ---------------------------------- | ----------------------------- |
| Kołbaskowo – Szczecin-Klucz      | 0013,8 km | 1996–2001 | 88,7 Mio. Złoty (19,3 Mio. Euro)   | 2001                          |
| Szczecin-Klucz – Szczecin-Kijewo | 022,1 km  | 2005–2007 | 122 Mio. Złoty (26,5 Mio. Euro)    | 26. September 2007            |
| Szczecin-Kijewo – Dąbie          | 002,8 km  | 2011–2014 | 0 56,6 Mio. Złoty (12,3 Mio. Euro) | 17. Juni 2014                 |
| Dąbie – Rzęśnica                 | 003,5 km  | 2017–2020 | 0 35,4 Mio. Złoty (7,6 Mio. Euro)  | 09. September 2020            |